# Vite straordinarie
Vite straordinarie fu un programma televisivo italiano di approfondimento, andato in onda in prima serata su Rete 4 dal 2004 al dicembre 2011 e riproposto anche nel maggio 2013, condotto e scritto da Elena Guarnieri fin dalla prima puntata, dedicata all'infanzia di Gesù.

## Il programma
Il programma ricostruisce la vita di grandi personaggi del presente o del passato che, nel bene o nel male, hanno segnato la storia mondiale. Vite straordinarie si propone, infatti, di indagare sulle storie personali e professionali di una galleria di personaggi, che si sono distinti per aver segnato indelebilmente la propria epoca, sino a divenire vere e proprie icone generazionali. In casi eccezionali, come la morte o un matrimonio di un personaggio famoso, sono state trasmesse alcune puntate speciali dedicate al personaggio in questione.
Il 28 aprile 2011 alle 16.40 viene realizzato uno speciale insieme alla BBC sul matrimonio del principe William di Inghilterra e Kate Middleton. Sabato 30 aprile 2011 è andato in onda uno speciale in prima serata in occasione della veglia per la beatificazione di Papa Giovanni Paolo II.
La sigla del programma corrisponde alla sequenza finale della canzone Gocce di memoria di Giorgia nonché colonna sonora del film La Finestra Di Fronte.

## Puntate
Tra i più importanti personaggi di cui il programma si è occupato in passato vi sono:
- Maria di Nazareth (15/12/2005)
- Madre Teresa di Calcutta (22/12/2005)
- Padre Pio (5/12/2006)
- Don Giussani (18/2/2007)[1]
- Lady Diana (29/8/2007)[2]
- Mike Bongiorno (19/11/2008)
- Mina (25/11/2008)
- Enzo Tortora (9/12/2008)
- Adolf Hitler
- Mussolini
- Carlo Alberto dalla Chiesa
- San Francesco
- Maradona
- Luciano Pavarotti
- Cassius Clay
- Gianni Agnelli
- Marilyn Monroe
- Anna Magnani
- Massimo Troisi
- Bud Spencer e Terence Hill
- Rino Gaetano
- Raimondo Vianello (15/4/2010), in diretta dallo 5 di Cologno Monzese
- Sandra Mondaini (21/9/2010), in diretta
- Giovanni Paolo II (5/6/2010)[3]
- La famiglia Savoia
- Papa Giovanni XXIII (7/10/2010)[4]
- Emilio Fede (12/10/2010)[5]
- La dinastia De Sica (28/10/2010)[6]
- Natuzza Evolo (7/12/2011)[7]
- Albano Carrisi (25/11/2011)
- Giovanni Paolo II: Santo subito (30/4/2011)[8]
- Giulio Andreotti (7/5/2013)
- Gianni Morandi